# Вербов, Григорий Давыдович
Григорий Давыдович Вербов (1909—1942) — советский филолог, северовед.

## Биография
Родился 1909 году в городе Москве. Окончил Институт народов Севера, после Ленинградский университет на этнографическом отделении.
В 1930 году работал в Ненецком автономном округе и руководил деятельностью «Красного чума». В 1931 году заведовал учебной частью педагогического техникума, который располагался в селе Оксино Ненецкого автономного округа. В 1937 году издал «Краткий ненэцко-русский и русско-ненэцкий словарь». С 1940 года — доцент на кафедре этнографии филологического факультета Ленинградского государственного университета.
Погиб в июле 1942 года при обороне Ленинграда, умер на станции Понтонная (ныне Колпинский район Санкт-Петербург).
Сестра — Зинаида Давыдовна Вербова (1901 — 1970), советский хореограф, теоретик художественной гимнастики.

## Основные публикации
- Лесные ненцы // СЭ. 1935. № 2. С. 57-70;
- Ненэцкие сказки и былины (из ненэцкого фольклора). Салехард, 1937;
- Краткий ненэцко-русский и русско-ненэцкий словарь. Салехард, 1937;
- Пережитки родового строя у ненцев // СЭ. 1939. № 2. С. 43-66;
- О древней Мангазее и расселении некоторых самоедских племен до XVII в. // Известия ВГО. 1945. Т. 75. Вып. 5. С. 16-23;
- Ф. Зуев // Зуев В.Ф. Материалы по этнографии XVIII в. М., Л., 1947. B.1-16 (ТИЭ. Научный сборник. Т. 5);
- Язык лесных ненцев // Самодийский сборник. Новосибирск, 1973. С. 4-190[1].